# 타메르 하지 모하마드
타메르 하지 모하마드(아랍어: تامر حاج محمد, Tamer Haj Mohamad, 1990년 4월 3일 ~)는 시리아의 축구 선수이며 포지션은 수비형 미드필더이다. 현재 알카라마에서 티쉬린로 임대되어 뛰고있다. 체르케스인이다.

### 국가대표 경력
2007년 FIFA U-17 월드컵에서 시리아 U-17 대표팀으로 참가하였다. 대한민국에서 열린 2007년 FIFA U-17 월드컵 조별리그에서 아르헨티나 U-17, 스페인 U-17, 온두라스 U-17와의 경기에 했다.
사우디아라비아에서 열린 2008년 AFC U-19 챔피언십에서 시리아 U-19 대표팀으로 뛰었으며, 시리아 U-23 대표팀으로 참가하였다. 그는 2009년 이탈리아에서 열린 지중해 게임에서 시리아 U-23 대표팀으로 참가하였다.
그는 2019 AFC 아시안컵에서 시리아 대표로 뛰었다.